# Glaphyromorphus douglasi
Glaphyromorphus douglasi är en ödleart som beskrevs av  Storr 1967. Glaphyromorphus douglasi ingår i släktet Glaphyromorphus och familjen skinkar. Inga underarter finns listade i Catalogue of Life.